# Kim Jung-Joo
Kim Jung-Joo también conocido como Kim Jeong-Ju (Hangul: 김정주, Hanja: 金貞柱) (Jinju, Corea del Sur, 11 de noviembre de 1981) es un deportista olímpico surcoreano que compitió en boxeo, en la categoría de peso wélter y que consiguió la medalla de bronce en los Juegos Olímpicos de Atenas 2004 y en Pekín 2008.

## Palmarés internacional
| Juegos Olímpicos | Juegos Olímpicos | Juegos Olímpicos  | Juegos Olímpicos |
| Año              | Lugar            | Medalla           | Prueba           |
| ---------------- | ---------------- | ----------------- | ---------------- |
| 2004             | Atenas (Grecia)  | Medalla de bronce | Peso wélter      |
| 2008             | Pekín (China)    | Medalla de bronce | Peso wélter      |